# Rezerwat przyrody Murowaniec
Rezerwat przyrody Murowaniec – leśny rezerwat przyrody w gminie Pajęczno, w powiecie pajęczańskim, w województwie łódzkim. Znajduje się na terenie Nadleśnictwa Radomsko.
Zajmuje powierzchnię 42,18 ha (akt powołujący podawał 41,60 ha). Został powołany Zarządzeniem Ministra Leśnictwa i Przemysłu Drzewnego z 26 kwietnia 1963 roku (M.P. z 1963 r. nr 43, poz. 213). Według aktu powołującego, rezerwat utworzono w celu zachowania ze względów naukowych i dydaktycznych fragmentu wielowarstwowego lasu mieszanego naturalnego pochodzenia, z dużym udziałem jodły na krańcu jej zasięgu, o charakterze lasu pierwotnego.
Dominującym zespołem leśnym jest wyżynny jodłowy bór mieszany, a drzewostan buduje głównie jodła z domieszką dębu szypułkowego i sosny zwyczajnej. Podszyt tworzą jodła, dąb i leszczyna pospolita.
Według obowiązującego planu ochrony ustanowionego w 2007 roku, obszar rezerwatu objęty jest ochroną ścisłą (25,2 ha) i czynną (16,98 ha).